# Mira Huber

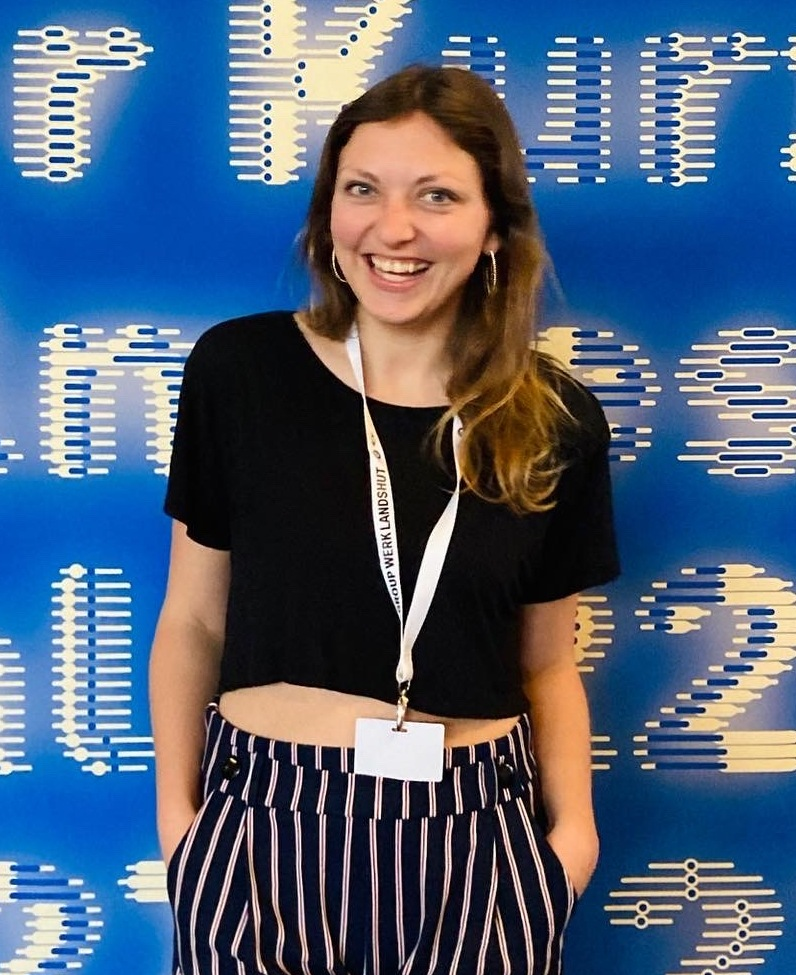
Mira Huber (2023)

Mira Huber (* Dezember 1991) ist eine deutsche Schauspielerin.

## Leben
Mira Huber ist eine aus dem Chiemgau stammende deutsche Theater- und Filmschauspielerin, die von 2013 bis 2017 an der Münchner Otto-Falckenberg-Schule studierte und bereits während ihres Studiums an den Münchner Kammerspielen auf der Bühne stand. Danach hatte sie Auftritte unter anderem am Stadttheater Pforzheim, bei den Luisenburg-Festspielen, am Mainfranken Theater Würzburg, am Salzburger Landestheater am Hofspielhaus München und am Anhaltischen Theater. Als Filmdarstellerin spielte sie zunächst in einigen Kurzfilmen der HFF München mit und war am 18. November 2018 in einer Folge („Kleine Sünden“) der Heimatfilmreihe Marie fängt Feuer zum ersten Mal im TV zu sehen. Später wirkte sie unter anderem in einer weiteren Folge („Stürmische Zeiten“) von Marie fängt Feuer sowie in den Serien In aller Freundschaft – Die jungen Ärzte, Die Rosenheim-Cops und der Amazon Prime-Serie Damaged Goods mit. 2022 wurde sie einem breiteren Publikum mit der Rolle der Viper im Tatort München an der Seite von Miroslav Nemec und Udo Wachtveitl bekannt. 2017 war Mira Huber Nachwuchspreisträgerin der Festspielstadt Wunsiedel.

## Filmografie (Auswahl)
- 2018: Marie fängt Feuer – Kleine Sünden (ZDF, Fernsehreihe)
- 2018: Marie fängt Feuer – Stürmische Zeiten (ZDF, Fernsehreihe)
- 2019: In aller Freundschaft – Die jungen Ärzte (ARD, Fernsehserie)
- 2021: Über Land (Später) (ZDF, Spielfilm)
- 2021: Die Rosenheim-Cops (ZDF, Fernsehreihe)
- 2021: Tatort München (ZDF, Fernsehreihe)
- 2022: Damaged Goods (Amazon Prime, Serie)
- 2022: Watzmann ermittelt (ARD, Fernsehserie)
- 2025: Spuren (Miniserie)

## Theater (Auswahl)
- 2016: Münchner Kammerspiele | Reichstheaterkammer | Regie: Malte Jelden
- 2016: Münchner Kammerspiele | When we are laid in earth | Regie: Kevin Barz
- 2017: Stadttheater Pforzheim | Die Frauen von Troja | Regie: Hannes Hametner
- 2017: Stadttheater Pforzheim | Das Dschungelbuch | Regie: Markus Löchner
- 2017: Stadttheater Pforzheim | Biedermann und die Brandstifter | Regie: Hannes Hametner
- 2018: Stadttheater Pforzheim | Wie es euch gefällt | Regie: Hannes Hametner
- 2018: Stadttheater Pforzheim | Pension Schöller | Regie: Miguel Abrantes Ostrowski
- 2019: Stadttheater Pforzheim | Faust I | Regie: Thomas Münstermann
- 2019: Mainfranken Theater Würzburg | 5 Kilo Zucker | Regie: Marco Milling
- 2020: Salzburger Landestheater | Network | Regie: Claus Tröger
- 2021: Luisenburg-Festspiele | Faust I | Regie: Christoph Biermeier
- 2021: Luisenburg-Festspiele | Der Brandner Kaspar kehrt zurück | Regie: Wolfgang Maria Bauer
- 2021: Hofspielhaus München | Richard III. | Regie: Sascha Fersch
- 2022: Freilichtspiele Schwäbisch Hall | Geschichten aus dem Wiener Wald | Regie: Christian Doll
- 2022: Anhaltisches Theater Dessau | Das Gespenst von Canterville | Regie: Johannes Weigand

## Hörspiele (Auswahl)
- 2022: Franz Dobler: Radio-Tatort: Abendland und Untergang (Sahmsia Khademi) – Regie: Ulrich Lampen (Original-Hörspiel, Kriminalhörspiel – BR)

## Preise
- 2017: Nachwuchspreis der Festspielstadt Wunsiedel[7]